# Фабиды
Фабиды — дочерняя группа (клада) неопределённого ранга, последовательно входящая в более крупные клады Розиды → Суперрозиды → Эвдикоты и Цветковые растения  в системах классификации Покрытосеменных, разработанных «Группой филогении покрытосеменных» (Angiosperm Phylogeny Group, APG) — APG I (1998), APG II (2003), APG III (2009) и APG IV (2016).
В соответствии с определениями последней версии системы APG IV (2016) традиционные научные латинские названия таксономических рангов выше Порядка (лат. ordo), такие как Класс (лат. classis) и Отдел (лат. divisio), не употребляются, вместо них используются англоязычные эквиваленты без уточнения иерархического положения, которое заменяется общим термином клада.
Название клады Фабиды (англ. Fabids) образовано от названия одного из основных порядков Бобовоцветные (Fabales), входящего в ее состав.

## Состав клады в APG IV[2]
В группу «Фабиды» в Системе классификации APG IV (2016) входят следующие таксоны (семейства, входящие в состав порядков, в списке не приведены):
клада Цветковые (англ. Angiosperms)
клада Эвдикоты (англ. Eudicots)
клада Суперрозиды (англ. Superrosids)
клада Розиды (англ. Rosids)
клада Фабиды (англ. Fabids)
Порядок Бобовоцветные (Fabales)
Порядок Розоцветные (Rosales)
Порядок Букоцветные (Fagales)
Порядок Тыквоцветные (Cucurbitales)
Порядок Кисличноцветные (Oxalidales)
Порядок Мальпигиецветные (Malpighiales)
Порядок Бересклетоцветные (Celastrales)
Порядок Парнолистникоцветные (Zygophyllales)